# ماريو توريلي
ماريو توريلي (12 مايو 1937 - 15 سبتمبر 2020)، هو باحث إيطالي في علم الآثار وثقافة الأتروسكان. عمل أستاذا في جامعة بيروجيا. تدرب على يد مؤرخ الفن الشهير رانوتشيو بيانكي باندينيلي.